# Монеты Октавиана Августа

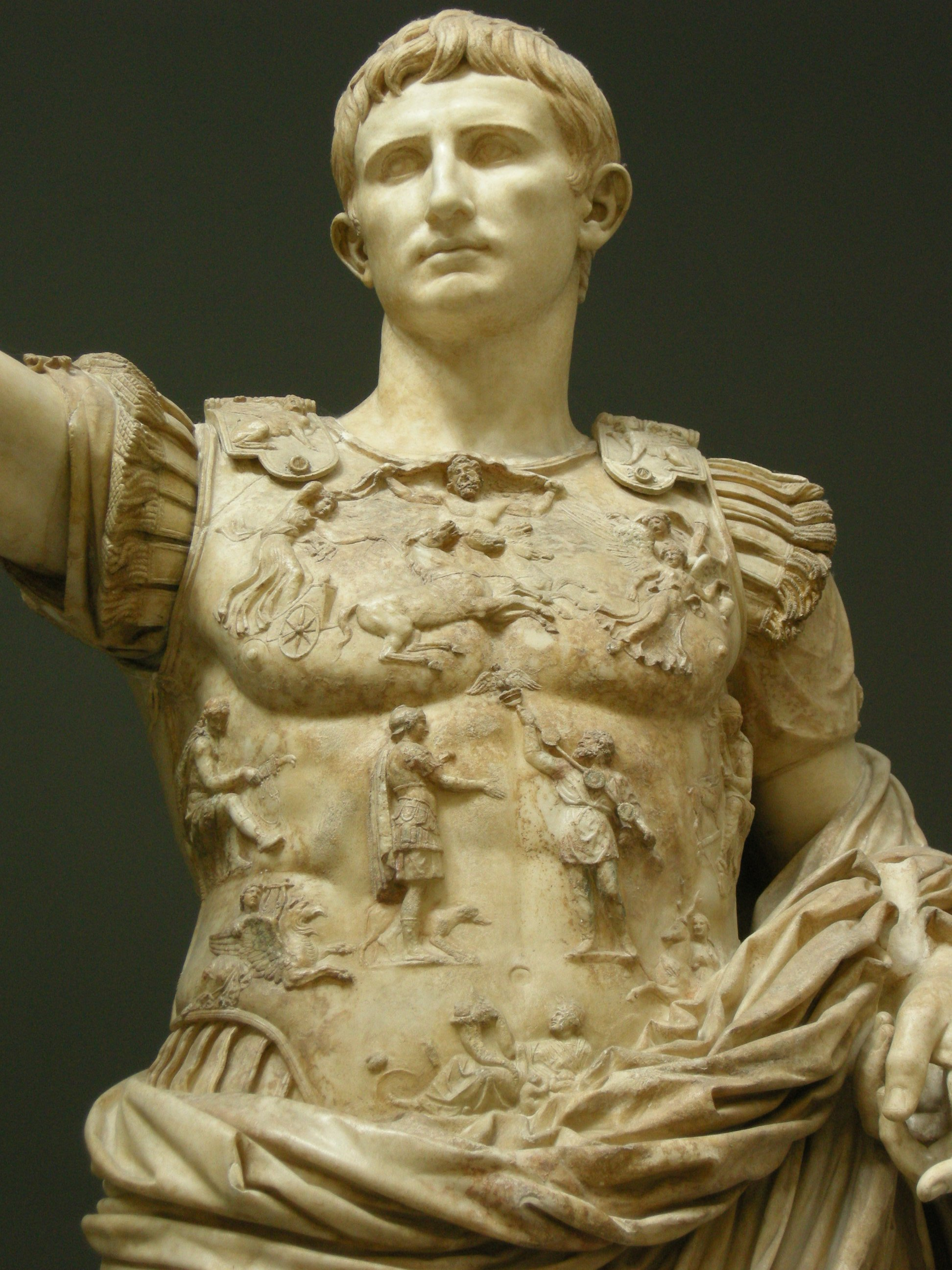
Статуя Октавиана Августа

Монеты Октавиана Августа — монеты Римской империи, отчеканенные во время правления Октавиана Августа. Согласно каталогу The Roman Imperial Coinage, после битвы при Акциуме в 31 г. до н. э., когда власть в государстве полностью перешла к Августу, и до его смерти в 14 г. н. э. было выпущено 550 монетных типов различных номиналов.
За время правления Октавиана Августа был принят ряд мер, получивших название монетной реформы. В государстве сформировалась система, в которой золотой ауреус и серебряный денарий стали основой биметаллической системы денежного обращения Римской империи. Внутренняя стоимость серебряных и золотых монет соответствовала номинальной. Монеты из неблагородных металлов были кредитными, то есть их цена определялась не стоимостью содержащегося в них металла, а законами государства. Особенностью денежного обращения стало наличие одновременно как имперских, так и провинциальных монет. Выпуск первых непосредственно контролировало государство или уполномоченные императором лица, вторых — местные власти под присмотром римских наместников.
При определённости весовых характеристик, внешний вид монет не был унифицирован. Это обусловило наличие сотен монетных типов разных номиналов, изображение на которых варьировалось. Зачастую они становились средством пропаганды. Активное участие в денежном обороте, предполагавшее прохождение через сотни рук, ценность и относительная долговечность делали монеты действенным средством для распространения взглядов и идей, подчёркивания величия правителя.
В статью не помещена информация о монетах с изображением Октавиана Августа, которые чеканились в годы правления Гая Юлия Цезаря и преемников Августа.

## Организация монетного дела

### Контроль за выпуском монет
Со времён Римской республики контроль за чеканкой монеты осуществлял сенат. Непосредственно процессом руководила коллегия из трёх монетариев, в которую преимущественно входили молодые аристократы — triumviri auro, argento, aere flando feriundo («три мужа для литья и чеканки золота, серебра, меди, бронзы»). В просторечии их именовали tres viri monetales, что в вольном переводе с латыни обозначает «трое монетных мужей». В 44 г. до н. э. при Гае Юлии Цезаре их количество было увеличено до четырёх. Август сократил число монетариев обратно до трёх. В ряде ситуаций сенат мог поручить контроль за чеканкой и другим магистратам, таким как курульные и плебейские эдилы, квесторы.
В условиях военных действий контроль за чеканкой денег могли осуществлять полководцы. Соответствующая практика была оправданной и отвечала интересам государства. Военачальники зачастую захватывали драгоценности противника, а снабжение легионов, затруднительное в условиях военных действий, требовало денег. «Император» в описываемое время являлся почётным военным титулом, присуждение которого свидетельствовало об экстраординарных военных заслугах. Данные выпуски носят название «императорских монет» или «военных чеканок». Во время гражданских войн второй половины I столетия до н. э. они стали преобладающими. Традиционная организация монетного дела вследствие желания военачальников контролировать эмиссию денег была видоизменена. Цезарь заменил монетариев-аристократов своими рабами.

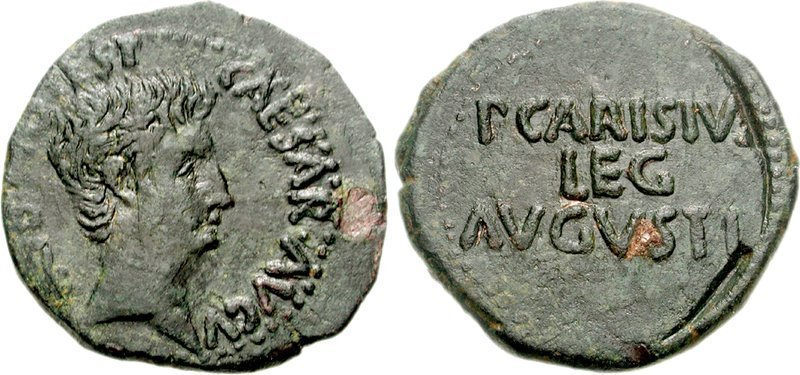
Императорский асс с именем Тита Публия Каризия

После смерти Цезаря императорская и сенатская чеканки сосуществовали. Монеты, как первой, так и второй, после поражения Марка Антония в 31 г. до н. э. в битве при Акциуме и сосредоточении власти в руках одного человека, являются «имперскими». После прихода Августа к власти им был проведен ряд мероприятий, который фактически привёл к сосредоточению в его руках контроля за выпуском серебряной и золотой монеты. Сделано это было постепенно и с соблюдением буквы закона. Во время гражданских войн монеты Августа были одними из многих, выпускаемых различными военными и политическими фигурами. После окончания междоусобиц в 27 г. до н. э. Октавиан передал права на чеканку монеты сенату. В 25 году до н. э. через своего легата Тита Публия Каризия, ведущего войну с племенами севера Иберийского полуострова кантабрами и астурами, римский император получил контроль за выпуском серебряной монеты на западе империи. В основанной на месте современной Мериды Колонии Эмерите открыли монетный двор. На нём выпускали серебряные денарии и квинарии, а также медные ассы и дупондии. На них помещали изображение Августа, а также имя Каризия.
При Августе произошло разделение провинций империи на сенатские и императорские. В первые наместников назначал сенат, во вторые — император. Пользуясь привилегией, основанной на присущем ему imperium`e, Август открыл в подконтрольных его легатам землях монетные дворы. На них наладили выпуск золотых и серебряных монет. Чтобы не подчёркивать умаление прав сената, Август воздержался от выпуска «императорских» монет в Риме.

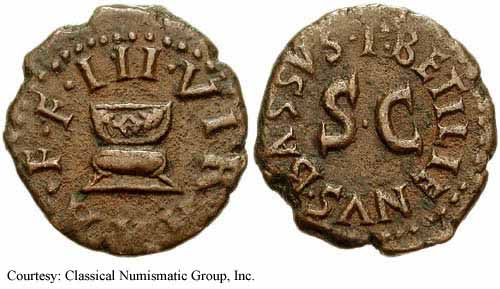
Квадранс 4 г. до н. э. с аббревиатурой «SC»

Самый крупный из императорских монетных дворов был открыт в Лугдуне (современный Лион) в 15 году до н. э. Это произошло во время визита императора в Галлию. Место было выбрано не случайно. Город располагался в богатой благородными металлами области. В этой императорской провинции Август имел право осуществлять эмиссию монет без дополнительных согласований с сенатом. В 12 году до н. э. на непродолжительное время был закрыт монетный двор в Риме, и Лугдун стал основным местом чеканки золотых и серебряных монет. В 9 году до н. э. монетный двор в Риме вновь открыли, но уже для выпуска исключительно разменных монет из неблагородных металлов. Это решение было обусловлено экономической целесообразностью, а также желанием снизить количество злоупотреблений, так как доставка разменных монет из отдалённого Лугдуна была затруднительной.
В 4 году до н. э. на медном квадрансе в последний раз появилось имя монетария. Таким образом был уничтожен республиканский элемент изображения на монете. На медных монетах сохранилась аббревиатура «SC» (Senatus Consulto), обозначавшая выпуск по согласованию с сенатом. Хотя она уже, по образному выражению доктора исторических наук М. Г. Абрамзона, «была не более чем фасадом для прикрытия автократии Августа и последующих императоров».

### Организация работы монетных дворов
О структуре и организации работы монетных дворов в Римской империи антиковеды делают выводы на основании надписей периода правления Траяна (98—117 гг. н. э.). За работу императорских монетных дворов был ответственным министр финансов (rationalis). Ему были подотчётны начальники монетных дворов. Непосредственное техническое руководство за процессом чеканки осуществлял сподручный начальника монетного двора, чья должность официально называлась лат. exactor auri, argenti et aeris manceps officinarum aerarium quinquae, item fraturariae argentariae. В штате состояли мастера (officinatores) — гравёры штемпелей (signatores), литейщики (flaturarii) и подкладыватели монетных кружков (suppostores), молотобойцы (malleatores), юстировщики (aequatores), пробировщики (nummularii) и кассиры (dispensatores). Отдельные этапы производственного процесса могли отдаваться откупщикам. Вся структура в конечном итоге была подчинена непосредственно императору. Он мог заказывать монеты с тем или иным изображением, одобрять или отклонять пробные образцы для массового выпуска.
На сенатских дворе ответственной за процесс выпуска являлась коллегия утверждённых сенатом монетариев. В остальном техническая сторона производства, предположительно, была идентичной той, что существовала на императорских монетных дворах.

### Отличия в процессе выпуска и внешнем виде по сравнению с республиканскими монетами
Вследствие завоеваний Цезаря и Августа Римская империя превратилась в громадное по античным меркам государство. Для обеспечения денежного обращения требовался массовый выпуск монет, что предполагало совершенствование процесса чеканки. В частности, штемпели из простого железа заменили штемпелями из железа закалённого, что позволило увеличить производство однотипных денариев и ауреусов. Кружок монеты времён Августа правильной формы, плоский. Новым стало появление точечного ободка или (реже) непрерывной линии, в центре которых располагалось изображение.

## Монеты Октавиана Августа времён гражданской войны

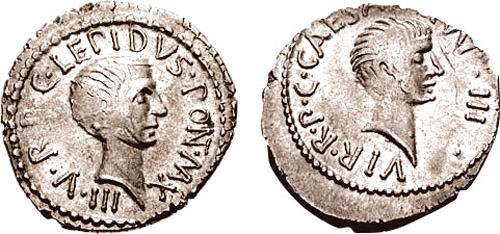
Денарий с изображениями Августа и Марка Эмилия Лепида 42 г. до н. э.

С 44 года до н. э., то есть после убийства приёмного отца Юлия Цезаря, Октавиан стал самостоятельной политической фигурой. В 43 г. до н. э. он, вместе с другими членами второго триумвирата Марком Антонием и Марком Эмилием Лепидом, получил от сената право самостоятельной чеканки монеты. Государство в описываемое время находилось в состоянии гражданской войны. Выпуск монет осуществляли различные военные и политические деятели. Ими была налажена работа мобильных монетных дворов. Чеканка зачастую происходила без каких-либо согласований с сенатом. Выпуски с изображением Октавиана Августа этого времени носили нерегулярный характер. В доимперской чеканке Октавиана М. Г. Абрамзон выделяет монеты четырёх серий:
- под контролем сената в Риме в 39—36 гг. до н. э.
- военной чеканки в Галлии в 42—32 гг. до н. э.
- провинциальной чеканки в Галлии в 40—28 гг. до н. э.
- военной чеканки в Африке в 31—29 гг. до н. э.

Составители каталога «The Roman Imperial Coinage» относят африканский выпуск к имперским монетам.
В 42 г. до н. э. Гай Юлий Цезарь был обожествлён. Это превратило молодого Октавиана в «divi filio» («сына божественного»). Подавляющее большинство монет Октавиана в доимперский период содержат указания на его связь с «божественным» отцом. На ауреусах и денариях помещали различные вариации его титула «IMP CAESAR DIVI FILIO», обозначавшего «Император Цезарь сын божественного». Одновременно выпускали монеты с изображениями Юлия Цезаря и Октавиана, располагавшихся либо вместе, либо на разных их сторонах.
Среди галльских императорских известна одна легионная монета посвящённая XVI Галльскому легиону. На аверсе помещена голова небритого Августа, на реверсе — символ легиона лев и надпись «LEG. XVI». Одни исследователи считают, что её выпустили в Галлии, другие — в Африке.

## Римские денежные единицы времён правления Августа
После того, как Август стал обладателем высшей власти в Римской империи, была налажена стройная система денежного обращения, предполагавшая фиксированные соотношение и весовые характеристики имперских монет. Из римского фунта (327,45 г) золота чеканили 42 ауреуса стоимостью по 25 серебряных денариев каждый. В свою очередь денарии выпускали по 84 штуки из одного фунта. Одновременно чеканили половинные номиналы — золотые и серебряные квинарии, чей выпуск носил эпизодический характер. Для производства монет использовали благородные металлы максимальной степени очистки. Для выпуска разменных монет использовали латунь, или орихальк («жёлтую медь»), и чистую медь. Латунными являлись сестерций и дупондий, медными — асс, семис и квадранс. В целом Август сохранил как республиканские денежные единицы, так и их соотношение между собой. При его правлении ауреус стал общеимперской монетой, чья стоимость определялась не рыночной ценой золота, а была закреплена государством.
Соотношение содержания металлов в эквивалентном по стоимости количестве монет было следующим:
- золото к серебру — 1 к 12,5 (один золотой ауреус весил в 12,5 раз меньше равных ему по стоимости 25 серебряных денариев);
- серебро к латуни — 1 к 28;
- латунь к меди — 28 к 45.

По своей сути денежная система Римской империи, заложенная при Августе, являлась биметаллической. Внутренняя стоимость (цена содержащегося в них металла) серебряных и золотых монет соответствовала номинальной. Монеты из неблагородных металлов, как и ранее, оставались кредитными, то есть таковыми, чья стоимость определялась законами государства. Несмотря на то, что в денежном обращении преобладали ауреусы и денарии роль счётной денежной единицы после монетной реформы Августа занял сестерций. Счётный характер обозначает то, что большие суммы преимущественно определяли в монетах данного номинала. Так, в деяниях божественного Августа и жизнеописании Августа Гая Светония Транквилла все указания на затраты, выплаты и поощрения приведены в сестерциях.
После реформы Октавиана Августа сложились следующие соотношения между основными денежными единицами (табл. 1):
| Номинальная стоимость в денариях | Номинальная стоимость в сестерциях | Номинальная стоимость в ассах | Монета              | Металл  | Масса, г |
| -------------------------------- | ---------------------------------- | ----------------------------- | ------------------- | ------- | -------- |
| 25                               | 100                                | 400                           | Ауреус              | Золото  | ~7,85    |
| 12½                              | 50                                 | 200                           | Золотой квинарий    | Золото  | ~3,92    |
| 1                                | 4                                  | 16                            | Денарий             | Серебро | ~3,79    |
| ½                                | 2                                  | 8                             | Серебряный квинарий | Серебро | ~1,79    |
| ¼                                | 1                                  | 4                             | Сестерций           | Латунь  | ~25      |
| 1⁄8                              | ½                                  | 2                             | Дупондий            | Латунь  | ~12,5    |
| 1⁄16                             | ¼                                  | 1                             | Асс                 | Медь    | ~11      |
| 1⁄32                             | 1⁄8                                | ½                             | Семис               | Медь    | ~4,6     |
| 1⁄64                             | 1⁄16                               | ¼                             | Квадранс            | Медь    |          |

## Имперские монетные дворы
После победы над войсками Марка Антония и покорения Египта Август стал единоличным правителем громадной по античным меркам империи. С 30 года до н. э. и до смерти Августа римские имперские монеты чеканили на монетных дворах двух десятков городов. Месторасположение некоторых из них установить не удалось (см. табл. 2).
| Месторасположение                                                            | Годы                              | Номиналы         | Количество монетных типов | Номера по каталогу «The Roman Imperial Coinage»                                                                                               |
| ---------------------------------------------------------------------------- | --------------------------------- | ---------------- | ------------------------- | --- |
| Столица Лузитании Эмерита Августа (город на месте современной Мериды)        | 25—23 (или 24—22) гг. до н. э.    | Квинарии         | 1                         | 1 |
| Столица Лузитании Эмерита Августа (город на месте современной Мериды)        | 25—23 (или 24—22) гг. до н. э.    | Денарии          | 9                         | 2—10 |
| Столица Лузитании Эмерита Августа (город на месте современной Мериды)        | 25—23 (или 24—22) гг. до н. э.    | Дупондии         | 1                         | 11 |
| Столица Лузитании Эмерита Августа (город на месте современной Мериды)        | 25—23 (или 24—22) гг. до н. э.    | Ассы             | 14                        | 12—25 |
| Колония Цезаравгуста (лат. Colonia Caesaraugusta — современная Сарагоса)     | 19—18 гг. до н. э.                | Ауреусы          | 7                         | 26—32 |
| Колония Цезаравгуста (лат. Colonia Caesaraugusta — современная Сарагоса)     | 19—18 гг. до н. э.                | Денарии          | 17                        | 33—49 |
| Колония Патриция (лат. Colonia Patricia — современная Кордова)               | 20—19 гг. до н. э.                | Ауреусы          | 4                         | 50, 52, 53, 55 |
| Колония Патриция (лат. Colonia Patricia — современная Кордова)               | 20—19 гг. до н. э.                | Денарии          | 5                         | 51, 54, 56—58 |
| Колония Патриция (лат. Colonia Patricia — современная Кордова)               | 19 г. до н. э.                    | Ауреусы          | 15                        | 59—63, 66, 68, 73, 76, 78, 80, 85, 88, 90, 91                                                                                                 |
| Колония Патриция (лат. Colonia Patricia — современная Кордова)               | 19 г. до н. э.                    | Денарии          | 22                        | 64, 65, 67, 69—72, 74, 75, 77, 79, 81—84, 86, 87, 89, 92—95                                                                                   |
| Колония Патриция (лат. Colonia Patricia — современная Кордова)               | 18 г. до н. э.                    | Ауреусы          | 8                         | 104, 107, 109, 111, 112, 114, 116, 118 |
| Колония Патриция (лат. Colonia Patricia — современная Кордова)               | 18 г. до н. э.                    | Денарии          | 17                        | 96—103, 105, 106, 108, 110, 113, 115, 117, 119, 120                                                                                           |
| Колония Патриция (лат. Colonia Patricia — современная Кордова)               | 18—17/16 гг. до н. э.             | Ауреусы          | 10                        | 125, 127, 129, 131, 133, 135, 138, 140, 141, 143                                                                                              |
| Колония Патриция (лат. Colonia Patricia — современная Кордова)               | 18—17/16 гг. до н. э.             | Золотые квинарии | 3                         | 121—123 |
| Колония Патриция (лат. Colonia Patricia — современная Кордова)               | 18—17/16 гг. до н. э.             | Денарии          | 17                        | 124, 126, 128, 130, 132, 134, 136, 137, 139, 142, 144—146, 148, 150, 152, 153                                                                 |
| Ним                                                                          | 20—10 гг. до н. э.                | Дупондии         | 1                         | 154 |
| Ним                                                                          | 20—10 гг. до н. э.                | Ассы             | 3                         | 155—157 |
| Ним                                                                          | 10 г. до н. э. — 10 г. н. э.      | Ассы             | 1                         | 158 |
| Ним                                                                          | 10—14 гг. н. э.                   | Ассы             | 3                         | 159—161 |
| Лугдун (современный Лион)                                                    | 15—13 гг. до н. э.                | Ауреусы          | 6                         | 163, 164, 166, 168, 170, 172 |
| Лугдун (современный Лион)                                                    | 15—13 гг. до н. э.                | Денарии          | 6                         | 162, 165, 167, 169, 171, 173 |
| Лугдун (современный Лион)                                                    | 12 г. до н. э.                    | Денарии          | 2                         | 174, 175 |
| Лугдун (современный Лион)                                                    | 11—10 гг. до н. э.                | Ауреусы          | 10                        | 176, 177, 179, 181, 186, 188, 190, 192, 194, 196                                                                                              |
| Лугдун (современный Лион)                                                    | 11—10 гг. до н. э.                | Золотые квинарии | 2                         | 184, 185 |
| Лугдун (современный Лион)                                                    | 11—10 гг. до н. э.                | Денарии          | 10                        | 178, 180, 182, 183, 187, 189, 191, 193, 195, 197                                                                                              |
| Лугдун (современный Лион)                                                    | 8—7 гг. до н. э.                  | Ауреусы          | 2                         | 198, 200 |
| Лугдун (современный Лион)                                                    | 8—7 гг. до н. э.                  | Золотые квинарии | 1                         | 202 |
| Лугдун (современный Лион)                                                    | 8—7 гг. до н. э.                  | Денарии          | 2                         | 199, 201 |
| Лугдун (современный Лион)                                                    | 7—6 гг. до н. э.                  | Четыре ауреуса   | 2                         | 204, 205 |
| Лугдун (современный Лион)                                                    | 7—6 гг. до н. э.                  | Ауреусы          | 2                         | 206, 209 |
| Лугдун (современный Лион)                                                    | 7—6 гг. до н. э.                  | Золотые квинарии | 3                         | 213—215 |
| Лугдун (современный Лион)                                                    | 7—6 гг. до н. э.                  | Денарии          | 5                         | 207, 208, 210—212 |
| Лугдун (современный Лион)                                                    | 6—9 гг. н. э.                     | Золотые квинарии | 3                         | 216—218 |
| Лугдун (современный Лион)                                                    | 13—14 гг. н. э.                   | Ауреусы          | 4                         | 219, 221, 223, 225 |
| Лугдун (современный Лион)                                                    | 13—14 гг. н. э.                   | Денарии          | 4                         | 220, 222, 224, 226 |
| Лугдун (современный Лион)                                                    | 15—10 гг. до н. э.                | Сестерции        | 1                         | 229 |
| Лугдун (современный Лион)                                                    | 15—10 гг. до н. э.                | Ассы             | 1                         | 230 |
| Лугдун (современный Лион)                                                    | 15—10 гг. до н. э.                | Квадрансы        | 2                         | 227, 228 |
| Лугдун (современный Лион)                                                    | 10—14 гг. н. э.                   | Сестерции        | 5                         | 231, 240, 241, 247, 248 |
| Лугдун (современный Лион)                                                    | 10—14 гг. н. э.                   | Дупондии         | 4                         | 232, 235, 236, 244 |
| Лугдун (современный Лион)                                                    | 10—14 гг. н. э.                   | Ассы             | 5                         | 233, 237, 238, 242, 245 |
| Лугдун (современный Лион)                                                    | 10—14 гг. н. э.                   | Семиссы          | 4                         | 234, 239, 243, 246 |
| Августа Треверорум (современный Трир)                                        | Вторая половина правления Августа | Квадрансы        | 1                         | 249 |
| Рим и Бриндизи (какая монета выпущена в Риме, а какая в Бриндизи неизвестно) | 32—29 гг. до н. э.                | Ауреусы          | 5                         | 258—262 |
| Рим и Бриндизи (какая монета выпущена в Риме, а какая в Бриндизи неизвестно) | 32—29 гг. до н. э.                | Денарии          | 9                         | 250—257, 263 |
| Рим и Бриндизи (какая монета выпущена в Риме, а какая в Бриндизи неизвестно) | 32—29 гг. до н. э.                | Ауреусы          | 3                         | 268, 273, 277 |
| Рим и Бриндизи (какая монета выпущена в Риме, а какая в Бриндизи неизвестно) | 32—29 гг. до н. э.                | Квинарии         | 1                         | 276 |
| Рим и Бриндизи (какая монета выпущена в Риме, а какая в Бриндизи неизвестно) | 32—29 гг. до н. э.                | Денарии          | 9                         | 264—267, 269—272, 274, 275 |
| Рим                                                                          | 19—12 гг. до н. э.                | Ауреусы          | 20                        | 278, 279, 285, 286, 293, 298, 302, 308, 312, 316, 321, 337, 339, 350, 369, 402, 409, 411, 413, 419                                            |
| Рим                                                                          | 19—12 гг. до н. э.                | Денарии          | 74                        | 280—284, 287—292, 294—297, 299—301, 303—307, 309—311, 313—315, 317—320, 322, 338, 340, 343, 344, 351—268, 397—401, 403—408, 410, 412, 414—418 |
| Рим                                                                          | 19—12 гг. до н. э.                | Сестерции        | 15                        | 323, 325, 327—330, 341, 345, 348, 370, 374, 377, 380, 383, 387                                                                                |
| Рим                                                                          | 19—12 гг. до н. э.                | Дупондии         | 19                        | 324, 326, 331—336, 342, 346, 347, 349, 371, 372, 375, 378, 381, 384, 388                                                                      |
| Рим                                                                          | 19—12 гг. до н. э.                | Ассы             | 14                        | 373, 376, 379, 382, 385, 386, 389—396 |
| Рим                                                                          | 9—4 гг. до н. э.                  | Дупондии         | 5                         | 426, 429, 430, 433, 434 |
| Рим                                                                          | 9—4 гг. до н. э.                  | Ассы             | 12                        | 427, 428, 431, 432, 435—442 |
| Рим                                                                          | 9—4 гг. до н. э.                  | Квадрансы        | 32                        | 420—425, 443—468 |
| Рим                                                                          | 10—12 гг. н. э.                   | Ассы             | 3                         | 469—471 |
| Монетный двор на севере Пелопоннеса (город неизвестен)                       | 21 г. до н. э.                    | Квинарии         | 1                         | 474 |
| Монетный двор на севере Пелопоннеса (город неизвестен)                       | 21 г. до н. э.                    | Денарии          | 2                         | 472, 473 |
| Самос                                                                        | 21—20 гг. до н. э.                | Денарии          | 1                         | 475 |
| Эфес                                                                         | 28—20 гг. до н. э.                | Кистофоры        | 7                         | 476—482 |
| Эфес                                                                         | 28—20 гг. до н. э.                | Сестерции        | 2                         | 483—484 |
| Эфес                                                                         | 28—20 гг. до н. э.                | Ассы             | 2                         | 485—486 |
| Пергам                                                                       | 27—26 гг. до н. э.                | Кистофоры        | 7                         | 487—494 |
| Пергам                                                                       | 28—15 гг. до н. э.                | Сестерции        | 2                         | 496, 501 |
| Пергам                                                                       | 28—15 гг. до н. э.                | Дупондии         | 3                         | 497, 499, 502, |
| Пергам                                                                       | 28—15 гг. до н. э.                | Ассы             | 4                         | 495, 500, 503, 504 |
| Пергам                                                                       | 28—15 гг. до н. э.                | Семиссы          | 1                         | 498 |
| Пергам                                                                       | 19—18 гг. до н. э.                | Кистофоры        | 6                         | 505—510 |
| Пергам                                                                       | 19—18 гг. до н. э.                | Ауреусы          | 6                         | 511—514, 521, 522 |
| Пергам                                                                       | 19—18 гг. до н. э.                | Денарии          | 10                        | 515—520, 523—526 |
| Антиохия                                                                     | после 23 г. до н. э.              | Ассы             | 1                         | 528 |
| Антиохия                                                                     | после 23 г. до н. э.              | Семиссы          | 1                         | 529, 530 |
| Неустановленный город в провинции Киренаика                                  | 31—29 гг. до н. э.                | Ауреусы          | 1                         | 533 |
| Неустановленный город в провинции Киренаика                                  | 31—29 гг. до н. э.                | Денарии          | 3                         | 531, 534, 535 |
| Неустановленный город в провинции Киренаика                                  | 31—29 гг. до н. э.                | Квинарии         | 1                         | 532 |
| Монетные дворы месторасположение которых не установлено                      |                                   | Кистофоры        | 1                         | 527 |
| Монетные дворы месторасположение которых не установлено                      | Четыре ауреуса                    | 1                | 546                       | |
| Монетные дворы месторасположение которых не установлено                      | Ауреусы                           | 5                | 536—539, 544,             | |
| Монетные дворы месторасположение которых не установлено                      | Денарии                           | 7                | 540—543, 545, 547, 548    | |
| Монетные дворы месторасположение которых не установлено                      | Сестерции                         | 1                | 549                       | |
| Монетные дворы месторасположение которых не установлено                      | Дупондии                          | 1                | 550                       | |

## Монеты Августа как средство политической пропаганды

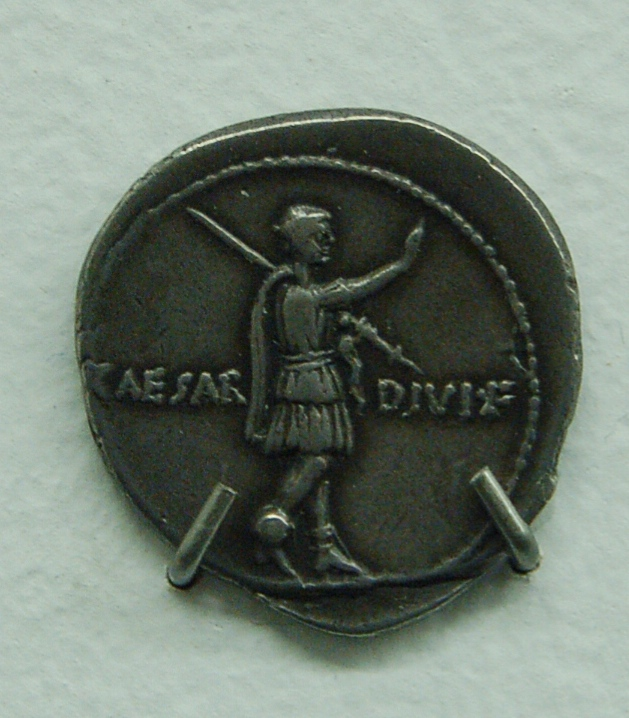
Август в виде легионера

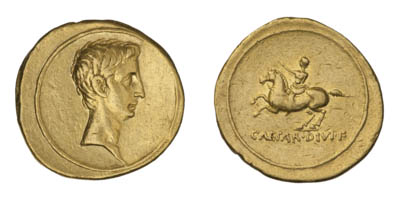
Август на коне

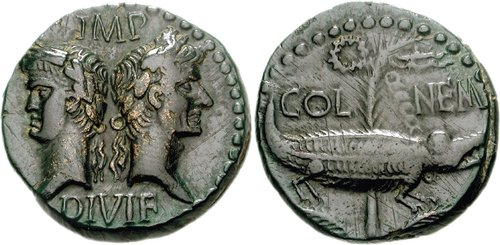
Дупондий отчеканенный в Ниме

В условиях отсутствия средств массовой информации монеты становились средством политической пропаганды. Активное участие в денежном обороте, предполагавшее прохождение через сотни рук, ценность и относительная долговечность делали монеты действенным средством для распространения взглядов и идей, подчёркивания величия правителя:347.
Большая часть монетных типов была ориентирована на опору власти Римской империи — легионеров и ветеранов. Они содержат аллегорические композиции военной тематики и пропагандируют, достигнутые благодаря армии, успехи. Император являлся не только государственным деятелем, но и руководителем армии, её верховным главнокомандующим. Для подчёркивания единства с армией императора изображали на коне или в военной одежде.
Особо стоит обратить внимание на монеты, отчеканенные в Ниме, изображение на которых подчёркивало былые заслуги ветеранов. На аверсе помещены портреты Октавиана Августа и Агриппы, аббревиатура «IMP DIVI F». Реверс содержит изображение прикованного к пальме крокодила. Пальму венчает венок, внизу расположены пальмовые побеги. Аббревиатура «COL NEM» обозначает «Colonia Nemausus». Такой выбор оформления связан с тем, что многие ветераны, участвовавших в покорении Египта легионов, получили земельные наделы в Нарбонской Галлии. Изображение пальмы и крокодила должны были напоминать им о былых подвигах.

### Тип «Provincia capta»

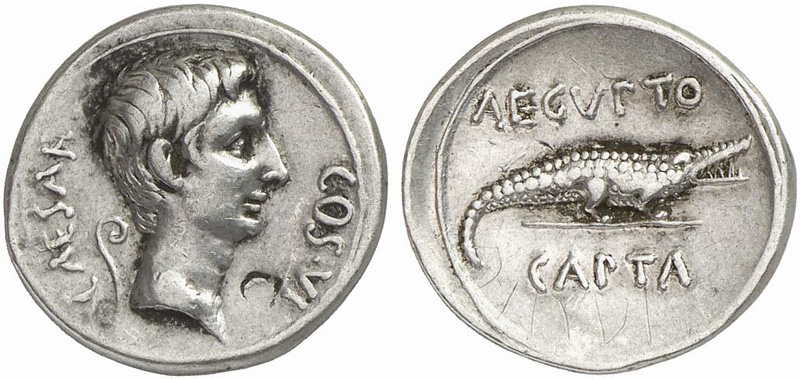
AEGVPTO CAPTA

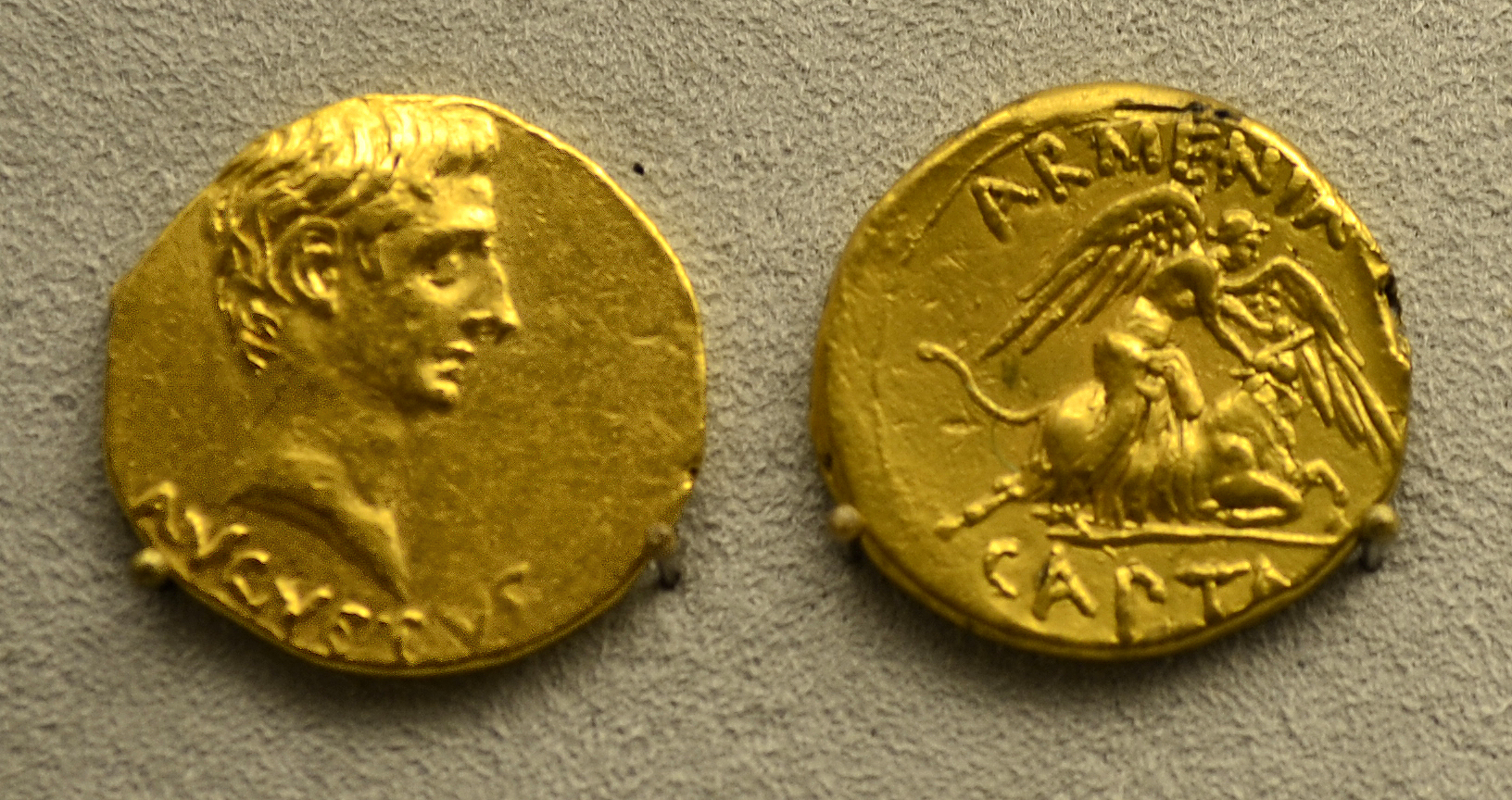
ARMENIA CAPTA

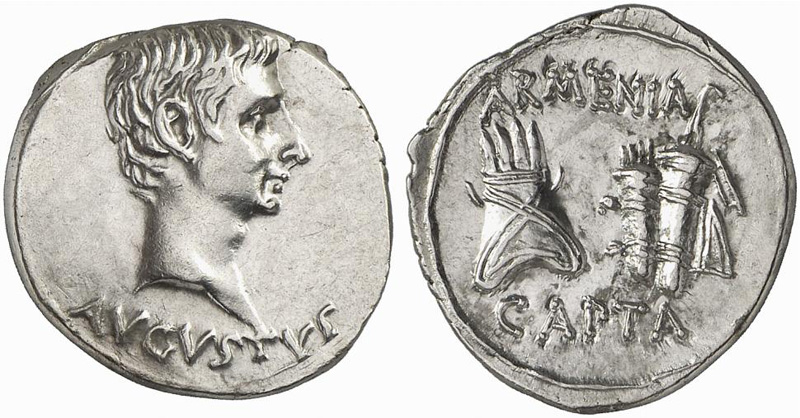
AEGVPTO CAPTA

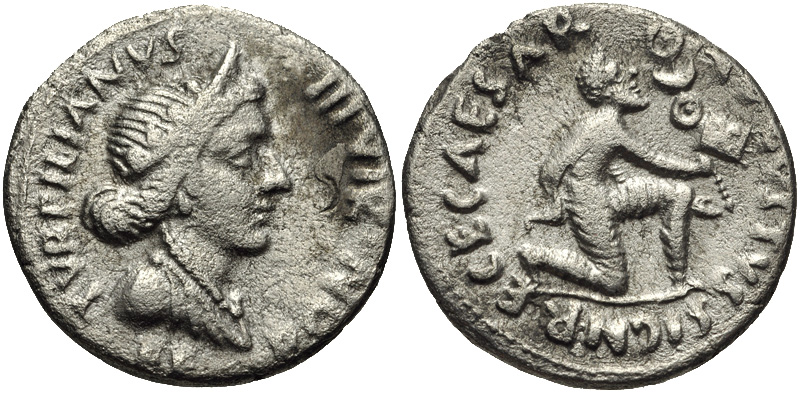
Коленопреклонённый парфянский воин

Особую группу монет представляют те, которые чеканили по поводу завоевания других государств. Они содержат название провинции и надпись «CAPTA», а также близкие ей по сути «DEVICTA», «RECEPTA», «SUBACTA», «PACATA» и т. п. Таким образом государство с помощью монет подчёркивало свои военные успехи. При этом они не всегда отражали реальное положение дел. После того как ставленники Марка Антония потеряли власть в Малой Азии, а сама провинция перешла на сторону Октавиана были выпущены специальные квинарии. На их реверсе помещена стоящая на мистическом ларце богиня Виктория. По бокам от неё находятся две змеи. Круговая надпись «ASIA RECEPTA» свидетельствует о получении контроля над Азией Августом, изображение которого представлено на аверсе. По всей видимости эти монеты отчеканили когда Октавиан со своими войсками двигался через Азию и Сирию в Египет, где укрылись Марк Антоний и Клеопатра.
В 30 г. до н. э., после смерти Клеопатры и Цезариона, под власть Рима перешёл Египет. Он стал частью Римского государства в качестве императорской провинции, которой управлял назначаемый императором префект. Данное знаковое событие нашло отображение на монете. На реверсе денариев 29—27 гг. до н. э. имеется надпись «AEGVPTO CAPTA», обозначающая «Египет покорён».
Следующие монеты данной серии были отчеканены после военного похода Тиберия 20 г. до н. э. в Армению. Пасынок Августа вернул царство проримски настроенному Тиграну III. Хоть успехи римлян в борьбе с Парфянским царством за контроль над Арменией носили временный характер, они нашли своё отображение на серии монет с легендой «ARMENIA CAPTA», «ARMENIA RECEPTA» и другими, включающими данные словосочетания. Одновременно с «захватом Армении» официальная пропаганда подчёркивала победу над парфянами путём помещения на монеты надписи «PARTHICIS RECEPTIS» и её аббревиатур, а также коленопреклонённого парфянского (или армянского) воина.

### Триумфальные выпуски в честь побед римского оружия

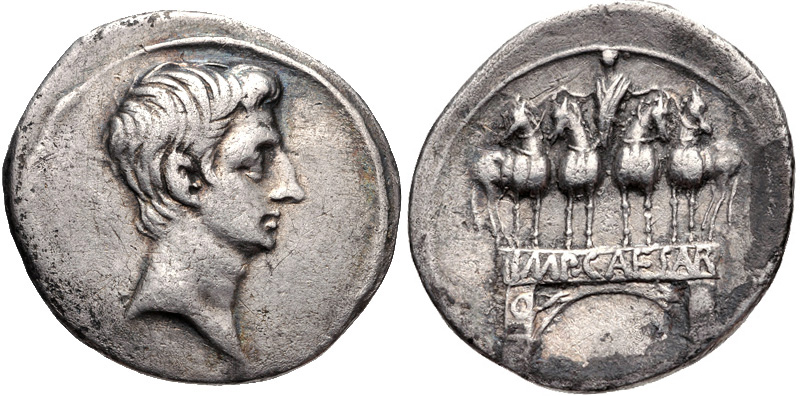
Арка Августа

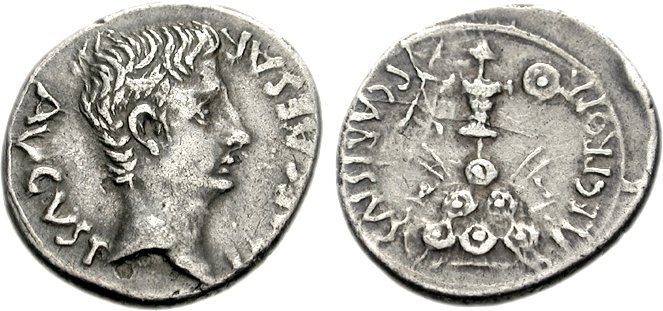
Испанские трофеи

Практически все крупные военные успехи находили своё отображение на монетах. Победа над войсками Марка Антония и Клеопатры в битве при Акциуме нашла отображение на нескольких монетах: Октавиан Август с паразониумом и копьём, который стоит на ростральной колонне; морские и воинские трофеи на носу корабля; богиня победы Виктория на носу корабля с венком и пальмовой ветвью, а на обратной стороне — Август в триумфальной колеснице. Отдельно необходимо упомянуть денарий с изображением арки Августа, построенной в честь победы в битве при Акциуме, представление о которой мы имеем благодаря монете.
К памятным монетам также относят выпуск с изображением трофеев, захваченных во время кантабрийских войн, состоящих из шлема, панциря, копий, щита и груды оружия.

### Тип «Princeps iuventutis», изображения наследников престола

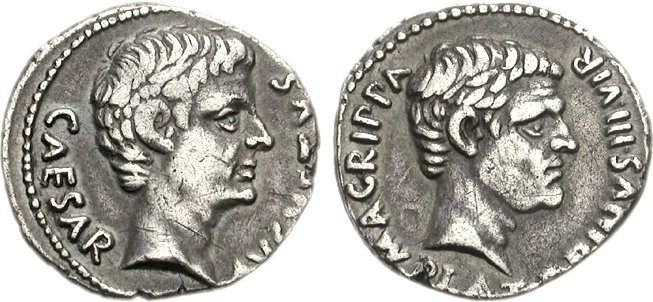
Август и Агриппа

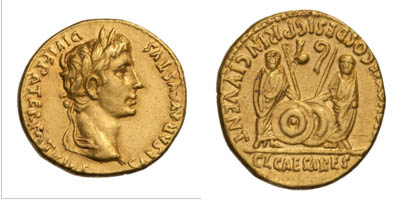
Тип «Princeps iuventutis»

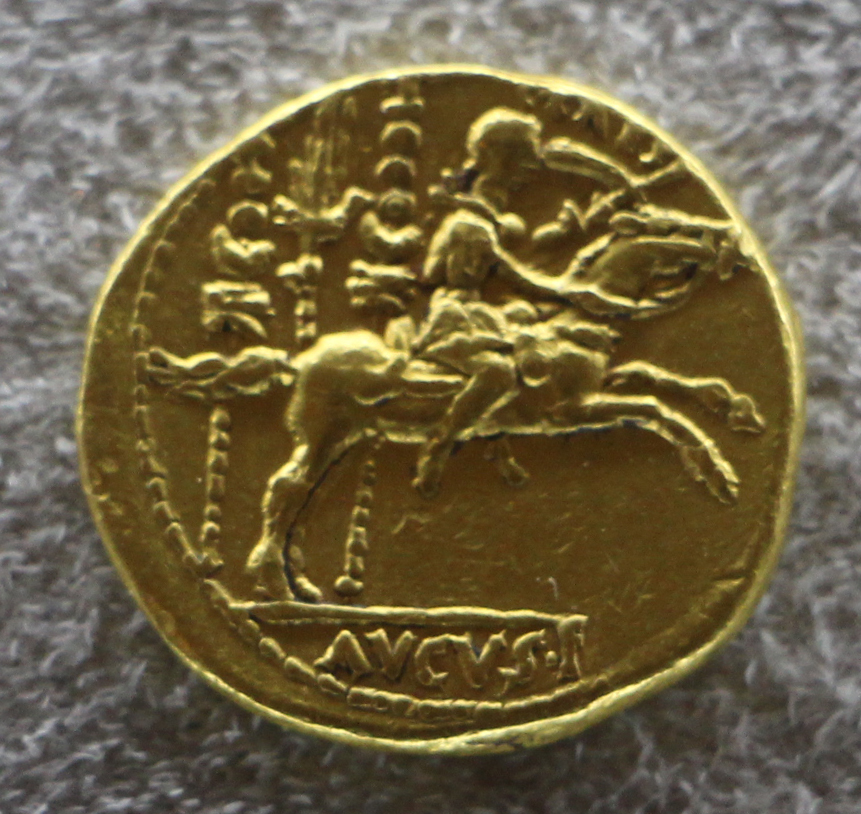
Гай Цезарь на коне

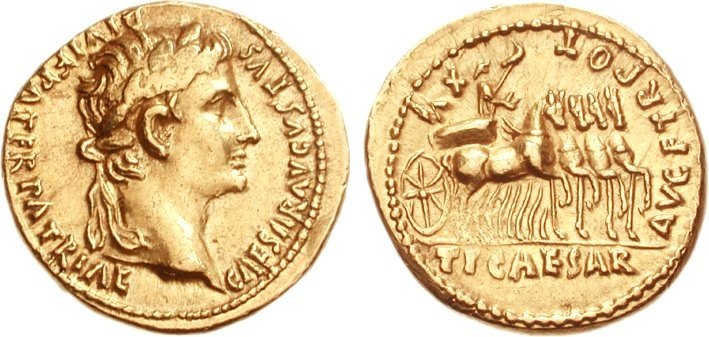
Тиберий

Со времени правления Августа началась практика помещения изображения преемника на монеты. Таким образом народ знакомился с возможным будущим правителем. До своей смерти в 12 г. до н. э. им был друг и сподвижник Августа Агриппа. Известно несколько монет, кроме нимских, с его изображением. Пост «предводителя молодёжи» («Princeps iuventutis») при Августе стал присуждаться младшему члену императорской фамилии, предполагаемому наследнику. После смерти Агриппы ими стали внуки и приёмные дети Августа Гай и Луций Цезари. Внешние атрибуты, а именно серебряный щит и копьё, отображены на монетах с внуками императора. На некоторых монетных типах изображён Гай Цезарь на коне.
Сам по себе пост «предводителей молодёжи» не давал каких-либо дополнительных полномочий. Одновременно, на 15-м году жизни, они получили должность консулов. С детских лет Август приблизил своих детей к государственным делам. На денариях и ауреусах они изображены держащими щиты, позади которых два копья, сверху жертвенный сосуд симпулум и литуус. Легенда «C • L • CAESARES • AVGVSTI • F • COS • DESIG • PRINC • IVVENT •» обозначает «Гай и Луций Цезари, сыновья Августа, назначенные консулы, предводители молодёжи». Исходя из помещённых предметов культа молодые Цезари совершали ауспиции. Особенность монет с родными внуками и приёмными сыновьями Луцием и Гаем Цезаря состоит в наличии кратных монет-медальонов номиналом в 4 ауреуса весом более 30 г. Существуют подражания серебряным денариям с Гаем и Луцием Цезарями. Их выпускали в Закавказье и Рейнско-Дунайской области. Монеты Закавказья имеют легко различимые отличия с оригиналом и по своей сути являются довольно грубыми и схематическими копиями. Существует предположение, что данный тип чеканили в большом количестве для торговли со странами Востока, включая Индию.
После смерти Гая и Луция Цезаря наследником Августа стал Тиберий. Монеты с его бюстом или изображением на триумфальной квадриге со скипетром выпускались в последние годы жизни первого императора.

### Тип «Debellator»

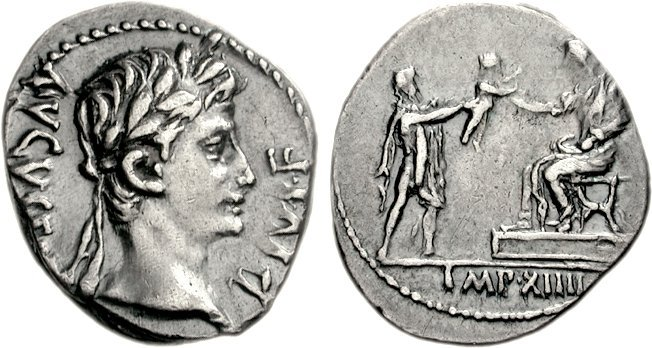
Август принимает из рук варвара ребёнка

На монетных типах римских монет, объединённых под названием «Debellator» («покоритель», «победитель»), римский военачальник представлен в виде милосердного и великодушного победителя. К этим монетам относят те, на которых сидящий, на курульном кресле, Август принимает ребёнка из рук побеждённого варвара.

## Религиозные мотивы на монетах Августа

### Обожествление Цезаря

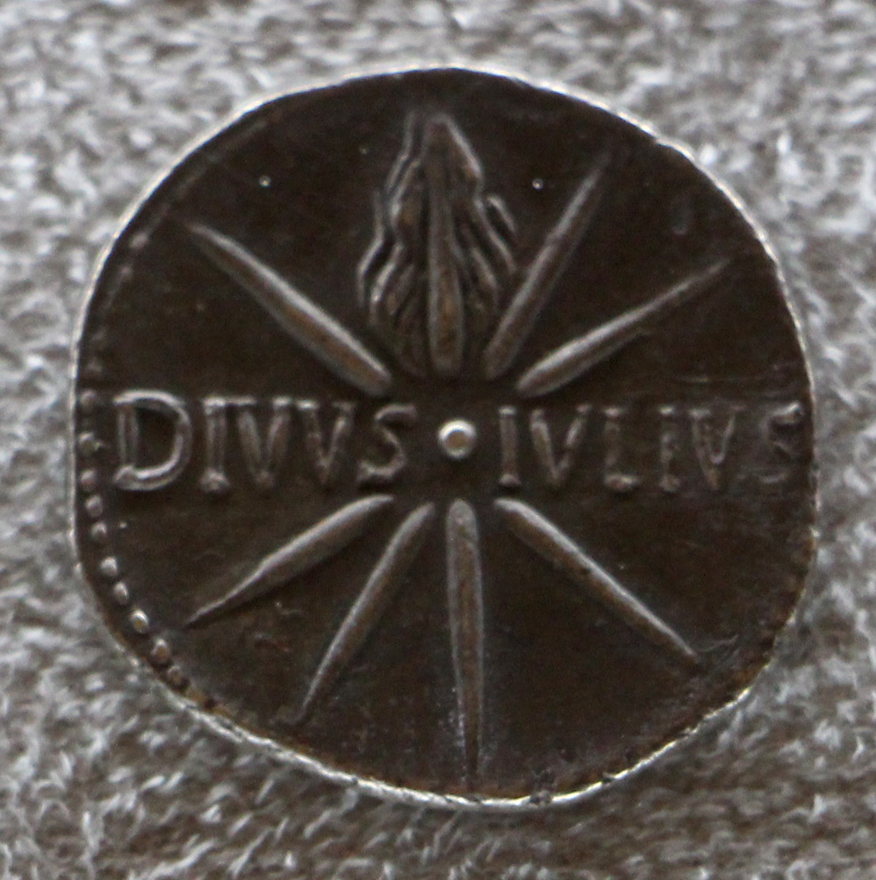
Комета. «DIVVS IVLIVS» — «Божественный Юлий»

Подавляющее большинство монет Октавиана периода гражданской войны, а также многие времён принципата содержат надпись «D(IVI) F(ILIO)». На некоторые помещено изображение «Божественного Юлия», что подчёркивало связь триумвира и молодого императора с «божественным» отцом.

### Август и Нума Помпилий
Август уделял существенное внимание традиционным религиозным культам. Сам он являлся членом многих коллегий жрецов, будучи одновременно квиндецемвиром священнодействий, эпулоном, арвальским братом, фециалом и великим понтификом. Монеты с изображением на одной стороне Августа, а на другой — полулегендарного царя Нумы Помпилия подчёркивают наличие параллелей между императором и обожествлённым царём. Август представлен здесь как «новый Нума».

### Божества на монетах Августа

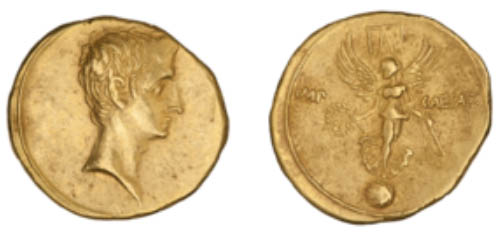
Виктория

На монетах Августа помещают изображения богов римского пантеона. Некоторые из них являются стандартными для римских античных монет, некоторые являются покровителями Августа, с некоторыми связывают формирование императорского культа.
Богиню победы Викторию стали изображать на римских монетах ещё в 269 г. до н. э. Она была неотъемлемой составляющей реверса викториатов и квинариев. Также она помещена на многие монеты Октавиана Августа.

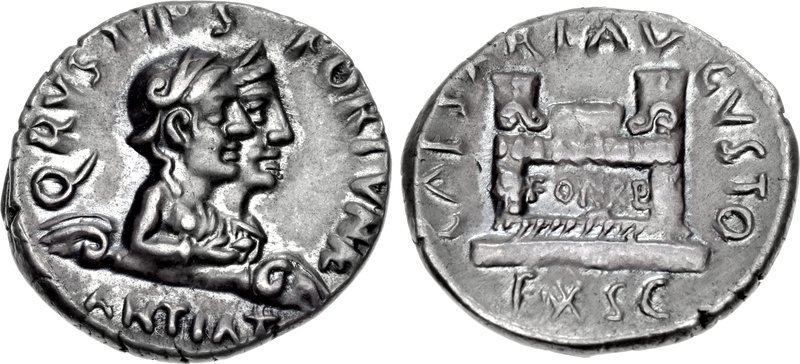
Фортуны Счастливая и Победоносная

Часто на монетах Августа появляются бог войны Марс и персонификация мира Пакс. Персонификация мира Пакс на монетах указывает на наступление при Августе, востребованного римским обществом, долгожданного мира и спокойствия. Пакс появляется на отчеканенных после победы при Акциуме кистофорах. На аверсе круговая легенда вокруг изображения Августа «IMP CAESAR DIVI F COS VI LIBERTATIS PR VINDEX» (Libertatis Populi Romani Vindex — защитник свободы римского народа) содержит элементы пропаганды. Здесь и указание на родство с «божественным» Цезарем, подчёркивание заслуг в установлении мира и защиты свободы римского народа.
Венера, будучи покровительницей рода Юлиев, преобладает на доактийских монетах, хотя встречается и позднее. В 19 г. до н. э. при монетарии Квинте Русции отчеканили денарии и ауреусы с Фортуной Счастливой и Фортуной Победоносной.

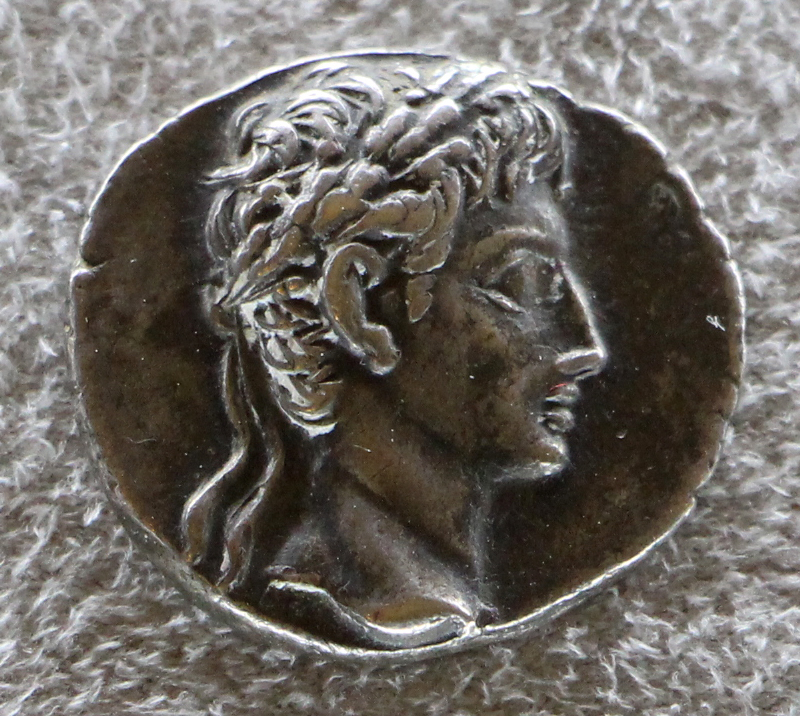
Август в виде Аполлона

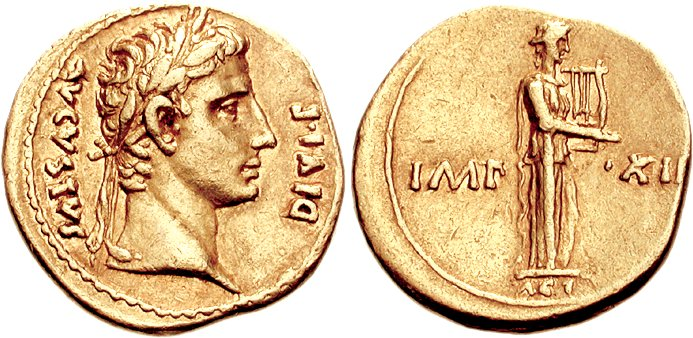
Аполлон Актийский

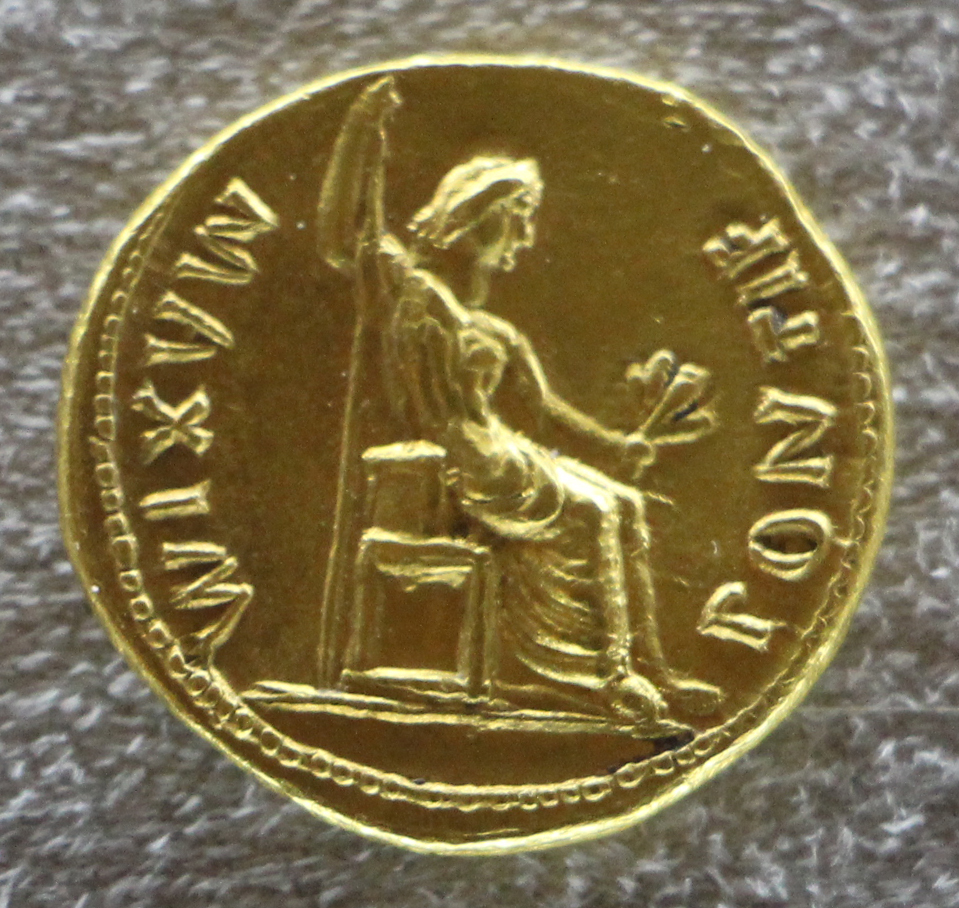
Жена Августа Ливия в виде богини Пакс

Среди монет с изображением божеств самих по себе, следует особо выделить те, где им придавались черты самого Августа или членов его семьи. Особенностью эллинистических государств было изображение правителя в виде того или иного божества. На востоке империи культ Августа опирался на древние традиции. На монетах Августу стали придавать черты Аполлона, либо Аполлону черты Августа. Аполлон занимал важную роль в древнеримском пантеоне богов. Именно его Август считал своим покровителем в битвах при Филиппах и Акциуме. Во время его правления неоднократно выпускали монеты с изображением этого бога и аббревиатурой «ACT» — «актийский». Также на монетах фигурирует дочь Августа Юлия в виде Дианы и жена Ливия в виде Пакс.

### Предметы жреческого обихода на монетах

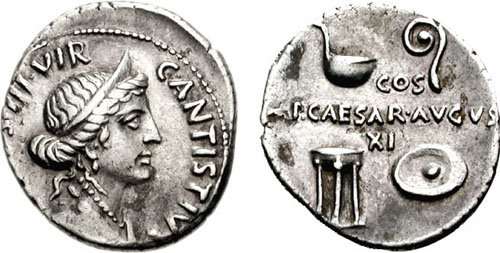
Венера на аверсе, предметы жреческого обихода (литуус, симпулум, патера и треножник на реверсе

На монетах Августа нашла отображение и его религиозная деятельность. Будучи авгуром и великим понтификом он принимал непосредственное участие в жертвоприношениях и других религиозных обрядах. На монетах изображались сцены ритуальной пахоты императором, а также атрибуты жрецов, такие как авгурский жезл литуус, симпулум, патера и др.

### Культы священных знаков и орлов легионов
Военные знаки для римлян были священными. К ним относились орёл легиона (аквила), знамёна (вексиллум и лабарум), сигна манипулы и др. Их утрата считалась позором. Штандарты легионов помещали на монетах. В 20 г. до н. э. командующий римской армии пасынок Августа Тиберий вынудил парфянского царя Фраата IV возвратить захваченные ранее боевые знаки и военнопленных. Потерянные во время неудачных походов Красса в 53 г. до н. э., Луция Децидия Сакса в 40 г. до н. э. и Марка Антония в 36 г. до н. э. штандарты вернули в Рим. Это событие нашло отображение на серии монет с легендой «Signis receptis» либо передающим значок парфянца.

### Козерог и небесные тела на монетах Августа

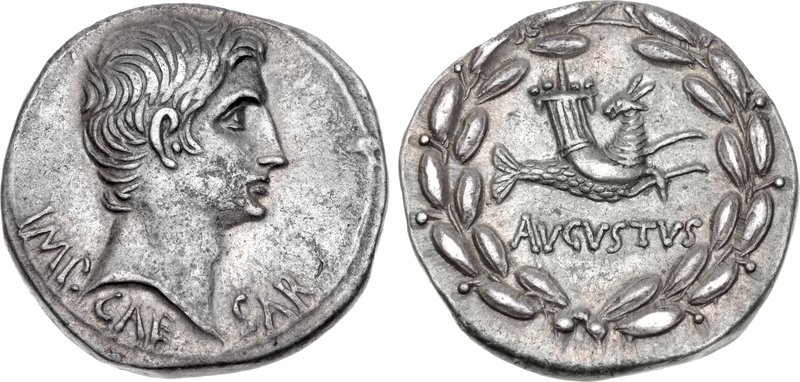
Козерог

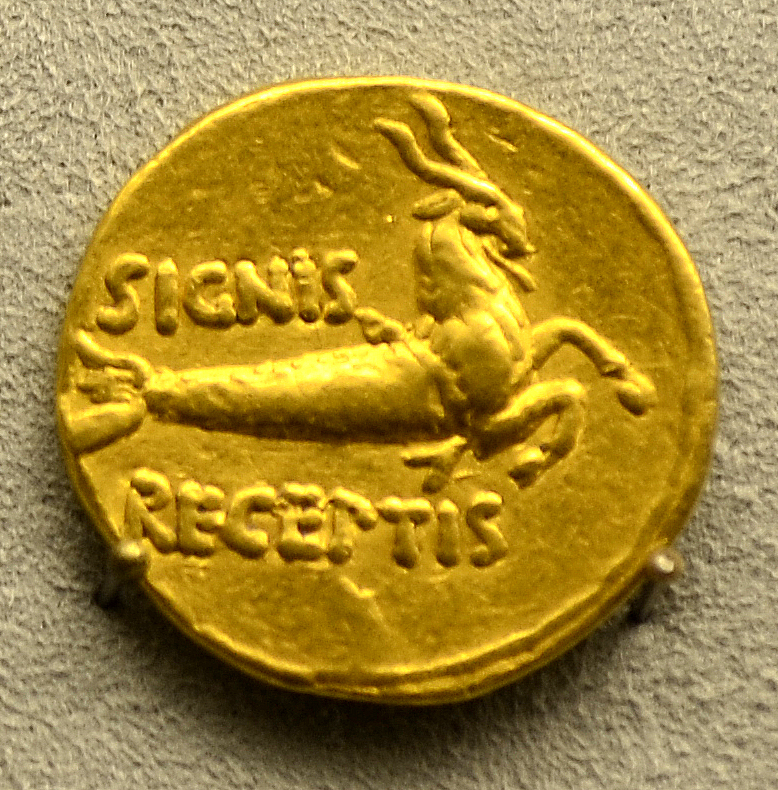
Козерог. Signis receptis

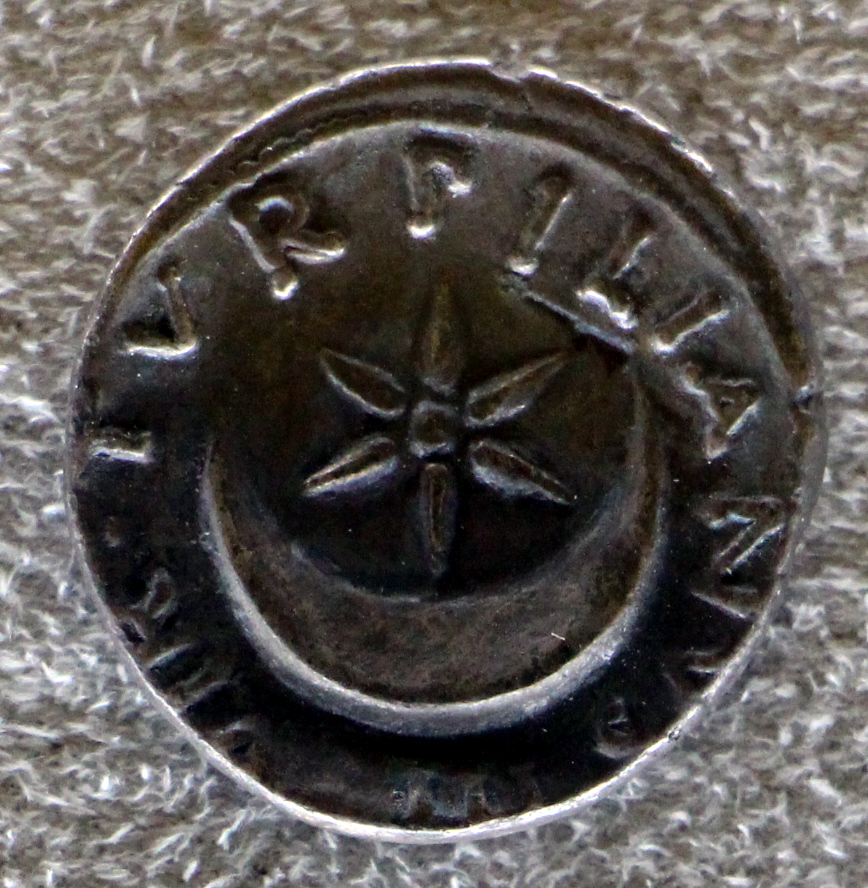
Луна и звезда

Светоний в жизнеописании Августа пишет о том, что «Во время своего уединённого пребывания в Аполлонии Август совместно с Агриппой посетил обсерваторию астролога Теогена. Когда Агриппа, который первый спрашивал о себе, получил многообещающие и почти невероятные предсказания, Август скрыл час своего рождения и ни за что не хотел его сказать, из самолюбивого опасения, как бы ему не оказаться незначительнее Агриппы. Когда, однако, после многих увещаний он неохотно и нерешительно дал о себе сведения, Теоген вскочил и с благоговением склонился перед ним. После этого Август возымел такую веру в свою судьбу, что разгласил небесные знаки, сопровождавшие его рождение, и выпустил серебряную монету с изображением козерога, под которым он был рождён.» Несоответствие этого утверждения другому: «Август родился в консульство Марка Туллия Цицерона и Гая Антония 23 сентября» обращало на себя внимание ещё астронома Иоганна Кеплера (1571—1630). Особое отношение суеверного Августа к этому знаку объясняют самыми разными факторами, такими как зачатие в знак Козерога, различия в датах до и после реформы Цезарем календаря, нахождение Луны в одноимённом созвездии в момент рождения, либо просто то, что император считал его счастливым.
Козерога изображали либо самого по себе, либо с рогом изобилия и/или шаром — символом вечности, не знающей ни начала ни конца. На одной монете он помещён вместе с богиней зари Авророй. Звёзды, комета и Луна на монетах, по утверждению М. Г. Абрамзона, связаны с пропагандой «золотого века», который наступил благодаря Августу, вечности величия императора и Римской империи.

## Памятники архитектуры на монетах Августа
Создание и выпуск монет с изображёнными на них многочисленными храмами, базиликами и др. сооружениями являлись такой же частью пропаганды, как и выпуски типов, которые пропагандировали военные успехи государства и религиозную деятельность императора. Грандиозные постройки империи должны были внедрять в идею «римского мифа». Нумизматические памятники имеют большое значение для историков и архитекторов, так как позволяют реконструировать их изображения.
На монетах Августа фигурируют храмы Марса Мстителя, Юпитера Громовержца, Юпитера Олимпийского, Дианы, Ромы и Августа.
Изображение Марса Мстителя подчёркивает выполненный Августом обет во время филиппийской войны в котором он мстил убийцам Цезаря. Марс Мститель в храме изображён на монетах, датированных 19—18 гг. до н. э. Храм Марса-Мстителя, расположенный в центре форума Августа в Риме, был освящён во 2 г. до н. э. В связи с этим британский нумизмат Г. Мэттингли делает предположение о помещении на монеты изображения другого здания, посвящённого Марсу (на Капитолии).
Храм Юпитера Громовержца Август приказал построить на Капитолийском холме в память избавления от опасности, когда молния ударила перед его носилками, убив раба с факелом. Согласно изображению на монете храм представлял собой здание с шестью колоннами и подиумом из трёх ступеней. В центре помещена статуя обнажённого бога со скипетром и перуном.
Изображение храма Юпитера Олимпийского в Афинах, возведение которого началось в VI в. до н. э., а закончилось во II в. н. э. свидетельствует о том, что при Августе его строительство значительно продвинулось вперёд.
Храм Ромы и Августа в Эфесе был религиозным и политическим центром в провинции Азия. Впоследствии его изображали и на монетах других императоров.
Другим типом культовых сооружений, которые нашли отображение на монетах, являются алтари. Установление обязательного культа императора привело к сооружению посвящённых им алтарей, например Роме и Августу в Лугдуне. На монеты последнего помещали алтари Фортуны Редукс, Провидения, Дианы, Ромы и Августа. На кистофорах 28—27 гг. до н. э. изображён алтарь Дианы с двумя ланями.
Триумфальные арки в честь военных побед также нашли отражение в монетной чеканке. Кроме отдельных сооружений на монетах известны случаи помещения городских стен и самого города с высоты птичьего полёта.

## Титулатура на монетах Августа
Как указывалось выше, после обожествления Цезаря Август стал «сыном божественного», что было и помещено на монету. В 27 г. до н. э. сенат наделил его рядом почестей, прежде всего именем «Август», в результате чего полным официальным именем правителя стало «Император Цезарь Август, сын бога» (Imperator Caesar Augustus divi filius), а кратким — Цезарь Август.
Благодаря надписям возможно определить дату выпуска монеты. В каталоге «Roman Imperial Coinage» монеты с «IMP X», что предположительно обозначает десятый год получения Августом империя, относят их к 15—13 гг. до н. э.; «IMP XI» — 12 г. до н. э.; «IMP XII» или «TR POT XIII» (Tribunicia potestas — 13-й год обладания трибунской властью) — 11—10 гг. до н. э.; «TR POT XVI» — 8—7 гг. до н. э., «IMP XIIII» — 8 г. до н. э.; «TR POT XVII» — 7—6 гг. до н. э.; «TR POT XXIIII» — 1—2 г. н. э.; «TR POT XXV» — 2—3 г. н. э.; «TR POT XXVII» — 4—5 г. н. э.; «TR POT XXVIIII», «TR POT XXX», «TR POT XXXI» — 6—9 г. н. э..
5 февраля 2 года до н. э. Октавиан получил от сената почётный титул «отца отечества» (pater patriae или parens patriae), что также нашло отображение на монетах.
На некоторых монетах имеется указание на занятие Августом религиозных должностей авгура и великого понтифика. На совместных монетах короткого периода согласия между Марком Антонием и Октавианом сообщается о занятии вторым должности понтифика. На африканских монетах 31—29 гг. до н. э. помещена легенда «AVGVR PONTIF».

## Провинциальные монеты

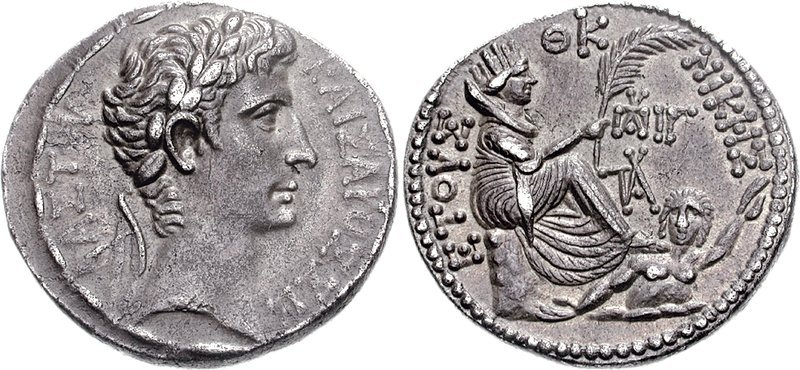
Тетрадрахма 2 г. н. э. отчеканенная в Антиохии

В Римской империи, кроме общеимперских монет, чеканили и провинциальные. В отличие от имперских их выпуск не регулировался центральными властями или лицами, уполномоченными ими проводить эмиссию денег. Провинциальные выпуски имели важное значение для местного денежного обращения. Они могли повторять привычные для территории местные единицы, такие, как например тетрадрахмы для восточного Средиземноморья. Целью их выпусков было обеспечение той или иной территории разменной монетой.
Термин «провинциальные монеты» относительно денежных знаков, имевших хождение в Римской империи, неоднозначен. В 1930 году Курт Реглинг выделил, по его мнению, главную черту провинциальных монет — контроль за выпуском не со стороны официальных властей Рима, а со стороны подконтрольных образований с той или иной степенью автономии. Утверждение вызывает ряд вопросов у нумизматов, так как определить влияние и контроль римских наместников за локальными выпусками зачастую не представляется возможным. Более того римские наместники не могли не знать о чеканке провинциальных монет и время от времени не вмешиваться в работу монетных дворов. Многие провинциальные монеты содержат портрет императора, в то время, как имперские, отчеканенные в Риме — нет. Для неспециалиста наиболее простым способом отнести тот или иной выпуск к провинциальному или имперскому является его нахождение в специализированных каталогах The Roman Imperial Coinage или Roman Provincial Coinage. Некоторые монеты (кистофоры и выпуски двора в Колонии Цезаравгусте) встречаются в обоих каталогах, что свидетельствует о наличии у них признаков как общеимперских, так и провинциальных монет, а также отсутствии критериев, позволяющих однозначно судить о характере выпуска.

## Денежное обращение в Римской империи времён правления Октавиана Августа
Несмотря на отсутствие в организации выпуска монет и денежном обращении времён правления Августа чего-либо принципиально нового (такого, чего не было в Римской республике), при нём была создана стройная денежная система, которая с неизменностью соотношений между собой различных денежных единиц просуществовала около двух столетий. В государстве стала действовать система серебряно-золотого биметаллизма при одновременном наличии кредитных монет из недрагоценных металлов, чья стоимость была закреплена государством.
Особенностью денежного обращения в Римской империи, первым императором которой был Август, стало наличие одновременно как имперских, так и провинциальных монет. Выпуск первых непосредственно контролировало государство или уполномоченные императором лица, вторых — местные власти под присмотром римских наместников. Золотые ауреусы являлись исключительно имперскими, в то время как разменные монеты преимущественно провинциальными. Так, медный асс, выведенный в разряд кредитной неполноценной монеты, кроме Рима и Италии имел хождение в провинциях Галлия, Азия, Сирия и Египет. В других частях империи роль разменных выполняли провинциальные монеты.
Серебряные деньги чеканили как в качестве имперских, так и провинциальных монет. В западной части Римской империи денежное обращение имело отличие от восточной. Если на покорённых землях Галлии, Испании и Англии денежное обращение было практически не развито, то в Греции и Азии существовали вековые традиции. На восточных рубежах шла торговля с Парфянским царством, через них поступали товары из Индии. Поэтому в восточной части империи наряду с денариями и ауреусами имели широкое хождение тетрадрахмы, а также равные трём денариям кистофоры. Выпуски последних носили как имперский, так и провинциальный характер.

## Комментарии
1. ↑  RIC Augustus, I, 323—336, 341, 342, 345—349, 370—389, 410—471, 528
2. ↑  RIC Augustus, I, 531—535
3. ↑  RIC Augustus, I, 262
4. ↑  RIC Augustus, I, 251, 253
5. ↑  RIC Augustus, I, 154—161
6. ↑  RIC Augustus, I, 276
7. ↑  RIC Augustus, I, 275, 545
8. ↑  RIC Augustus, I, 513, 514, 515, 516
9. ↑  RIC Augustus, I, 517, 518
10. ↑  RIC Augustus, I, 519, 520
11. ↑  RIC Augustus, I, 522—526
12. ↑  RIC Augustus, I, 287—292, 304—306, 314, 315, 416
13. ↑  RIC Augustus, I, 271
14. ↑  RIC Augustus, I, 265
15. ↑  RIC Augustus, I, 263
16. ↑  RIC Augustus, I, 267
17. ↑  RIC Augustus, I, 4—6
18. ↑  RIC Augustus, I, 408, 414
19. ↑  RIC Augustus, I, 198, 199
20. ↑  RIC Augustus, I, 207, 208, 210—212
21. ↑  RIC Augustus, I, 206, 209
22. ↑  RIC Augustus, I, 204, 205
23. ↑  RIC Augustus, I, 221—226
24. ↑  RIC Augustus, I, 200, 201
25. ↑  RIC Augustus, I, 162—226, 228, 250—263, 400, 401, 405, 419, 476, 544—546
26. ↑  RIC Augustus, I, 337—340
27. ↑  RIC Augustus, I, 390—396
28. ↑  RIC Augustus, I, 1, 45—49, 61, 62, 88—95, 121—123, 140, 213—218, 254—256, 260, 261, 263, 264, 268, 270, 276, 369, 415, 474, 514
29. ↑  RIC Augustus, I, 476
30. ↑  RIC Augustus, I, 251, 367, 368
31. ↑  RIC Augustus, I, 1, 321, 322
32. ↑  RIC Augustus, I, 272
33. ↑  RIC Augustus, I, 170, 171, 180, 181, 190—193
34. ↑  RIC Augustus, I, 403
35. ↑  RIC Augustus, I, 219, 220
36. ↑  RIC Augustus, I, 272, 402
37. ↑  RIC Augustus, I, 80—87, 287—292, 314, 315
38. ↑  RIC Augustus, I, 125, 130, 174, 477, 480, 488, 493, 521
39. ↑  RIC Augustus, I, 124
40. ↑  RIC Augustus, I, 300
41. ↑  RIC Augustus, I, 37, 38, 102
42. ↑  RIC Augustus, I, 300
43. ↑  RIC Augustus, I, 38, 39<, 68—74, 104, 105, 116—120, 507
44. ↑  RIC Augustus, I, 63—67
45. ↑  RIC Augustus, I, 472
46. ↑  RIC Augustus, I, 273
47. ↑  RIC Augustus, I, 506
48. ↑  RIC Augustus, I, 472
49. ↑  RIC Augustus, I, 9—10
50. ↑  RIC Augustus, I, 533, 534